# كاتي غالاغير
كاتي غالاغير (بالإنجليزية: Katie Gallagher)‏ هي مصممة أزياء أمريكية، ولدت في 15 أغسطس 1986 في بنسيلفانيا في الولايات المتحدة.

## وصلات خارجية
- الموقع الرسمي